# Оријентална нимфа
Оријентална нимфа (Coenonympha orientalis) је дневни лептир из породице шаренаца (Nymphalidae).

## Опис
Слична је свим врстама из свог рода, а најсличнија бисерној нимфи (Coenonympha arcania) од које се разликује по томе што је и горња тачка на задњем крилу са исте стране белог појаса, понекад у његовој средини. Распон крила је 34–38 mm.

## Таксономија
Coenonympha orientalis је раније сматрана подврстом врсте Coenonympha gardetta или Coenonympha leander. Молекуларне анализе су указале да је реч о засебној врсти.

## Распрострањење
Оријентална нимфа живи само у југоисточној Европи: у Босни и Херцеговини, Србији, Црној Гори, Албанији и Грчкој. Сви налази у Србији су из југозападног дела земље, а налази са Повлена и Маљена одређују северну границу ареала.

## Биологија
Настањује шумске чистине и пашњаке на већим надморским висинама.  
Лети у једној генерацији од маја до јулѕ. Гусеница се храни појединим травама.